# Élections législatives de 1957 au Kerala
L'élection de l'assemblée législative du Kerala en 1957 est la première élection de l'assemblée de l'État indien du Kerala. Le Parti communiste d'inde a remporté les élections avec 60 sièges. Ces élections ont conduit à la formation du premier gouvernement communiste démocratiquement élu en Inde.

## Réorganisation de l'État
Le 1er novembre 1956, en vertu de la loi de 1956 sur la réorganisation des États, le Kerala a été formé par la fusion de l'État de Travancore-Cochin avec le district de Malabar (y compris Fort Cochin et les îles Laccadives) de l'État de Madras, le taluk de Kasaragod du district de South Canara et les îles Amindive. La partie sud du Travancore-Cochin, les cinq taluks d'Agastheeswaram, Thovala, Kalkulam, Vilavahcode et Shencotta, a été transférée du Travancore-Cochin à l'État de Madras. Après la réorganisation, les circonscriptions de l'assemblée sont passées de 106 avec 117 sièges en 1954 à 114 avec 126 sièges en 1957.

## Contexte
À la suite de la loi sur la réorganisation des États de 1956, le district de Malabar de l'État de Madras a fusionné avec celui de Travancore-Cochin pour former le nouvel État du Kerala le 1er novembre 1956. Cette fusion a permis au Parti communiste indien d'accroître sa base dans la région. En outre, le communalisme et les luttes contre le féodalisme ont joué un rôle majeur,.

## Élection
La Commission électorale de l'Inde a organisé les élections dans l'État nouvellement créé entre le 28 février et le 11 mars 1957. Les élections ont eu lieu pour 126 sièges (114 circonscriptions), dont 12 circonscriptions à deux membres, 11 et une étant réservées respectivement aux castes et tribus répertoriées, et 406 candidats étaient en lice. Le taux de participation a été de 65.63 %. Lors de l'élection, cinq femmes ont été élues sur les neuf candidates qui s'étaient présentées.

## Résultat
|  | Parti                                  | Drapeau | Sièges disputés | Voix      | %     | Sièges |
|  | -------------------------------------- | ------- | --------------- | --------- | ----- | ------ |
|  | Congrès national indien (INC)          |         | 124             | 2 209 251 | 37,85 | 43     |
|  | Parti communiste d'Inde (PCI)          |         | 101             | 2 059 547 | 35,28 | 60     |
|  | Parti socialiste Praja (PSP)           |         | 86              | 628 261   | 10,76 | 9      |
|  | Parti socialiste révolutionnaire (RSP) |         | 65              | 188 553   | 3,23  | 0      |
|  | Indépendant                            |         | 28              | 751 965   | 12,88 | 14     |

## Formation du gouvernement

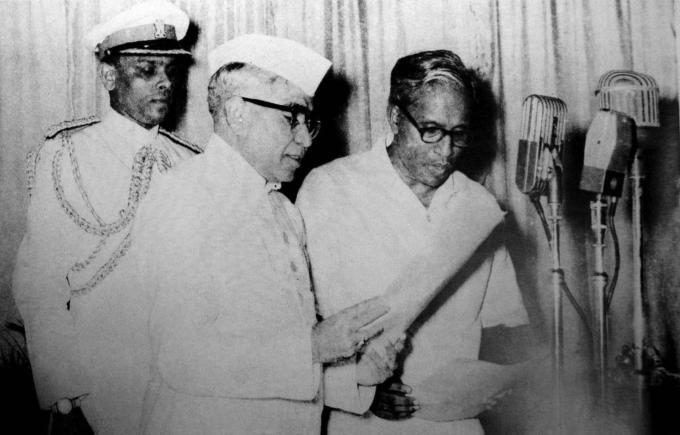
E. M. S. Namboodiripad prête serment en tant que ministre en chef du Kerala

Le Parti communiste indien forme le gouvernement avec le soutien de cinq députés indépendants. Le 5 avril 1957, E. M. S. Namboodiripad est devenu ministre en chef du Kerala et premier ministre en chef du pays n'appartenant pas au Congrès (le PSP dirigeait auparavant l'État de Travencore Cochin). Mais le gouvernement a été démis de ses fonctions en 1959 par le gouvernement central à la suite de lutte de libération (en).